# 三谷村 (石川県江沼郡)
三谷村（みたにむら）は、石川県江沼郡に存在した村。

## 地理
- 現在の加賀市の北西部にあたり、北陸本線の大聖寺駅のすぐ南側から三谷川に沿う谷に展開する村である。南西は福井県と境を成す。
- 村名は、日谷川・直下川・曽宇川の三川による三つの谷に由来する。
- 山：刈安山
- 温泉：加賀三谷温泉、大聖寺温泉

## 歴史
- 1889年（明治22年）4月1日 - 町村制の施行により、江沼郡日谷（ひのや）村、直下（そそり）村、百々（どど）村、曽宇（そう）村及び細坪村の区域をもって、江沼郡三谷村が発足する。
- 1958年（昭和33年）1月1日 - 江沼郡大聖寺町、橋立町、片山津町、動橋町、山代町、南郷村、三木村、三谷村及び塩屋村が合併して、加賀市が発足する。5大字は加賀市の町名に継承。